# Kryonéri (ort i Grekland, Attika)
Kryonéri är en ort i Grekland.   Den ligger i prefekturen Nomarchía Anatolikís Attikís och regionen Attika, i den sydöstra delen av landet, 20 km nordost om huvudstaden Aten. Kryonéri ligger 365 meter över havet och antalet invånare är 5 040.
Terrängen runt Kryonéri är varierad.Runt Kryonéri är det mycket tätbefolkat, med 2 521 invånare per kvadratkilometer. Närmaste större samhälle är Peristéri, 18,1 km sydväst om Kryonéri. Runt Kryonéri är det i huvudsak tätbebyggt.